# De orbe novo
De orbe novo ("Il mondo nuovo") è un trattato scritto da Pietro Martire d'Anghiera in cui sono descritti i primi contatti tra europei e nativi americani.

## Struttura
L'opera è strutturata in decadi, riprendendo Tito Livio. Si tratta di otto decadi (comprendenti quindi ognuna dieci libri), tutte dedicate a uno o più tra i personaggi celebri dell'epoca:
- la prima decade è dedicata: ai cardinali Ascanio Sforza (primi due libri) e Ludovico d'Aragona (libri dal 3 al 9), nonché   un laico, Íñigo López de Mendoza, conte di Tendilla (decimo libro);
- le decadi seconda, terza e quarta sono dedicate a papa Leone X;
- la quinta decade è dedicata ai papi Adriano V (libri dall'1 al 7) e Clemente VII (libri dall'8 al 10);
- la sesta decade è dedicata all'arcivescovo di Cosenza Giovanni Ruffo de Theodoli;
- la settima decade è dedicata al duca di Milano Francesco Maria Sforza;
- l'ottava decade è dedicata a papa Clemente VII[1].

## Edizioni
- (LA) Opera: Legatio Babylonica; Occeanea decas; Poemata, Hispali, per Jacobu(m) Corumberger Alemanu(m), 1511 (Contiene la prima decade).
- (LA) De orbe novo decades, In illustri oppido Carpetanae p(ro)vinciae Co(m)pluto quod vulgariter dicitur Alcala, in contubernio Arnaldi Guillelmi, 1516 (Contiene le prime tre decadi).
- (LA) De orbe novo decades, Compluti, apud Michaele(m) de Eguia, 1530 (prima edizione completa).